# Urbania
Urbania là một đô thị ở tỉnh Pesaro và Urbino trong vùng Marche, nằm cách 80 km về phía tây của Ancona và khoảng 40 km về phía tây nam của Pesaro, gần sông Metauro.
Urbania giáp các đô thị sau: Acqualagna, Apecchio, Cagli, Fermignano, Peglio, Piobbico, Sant'Angelo in Vado, Urbino.

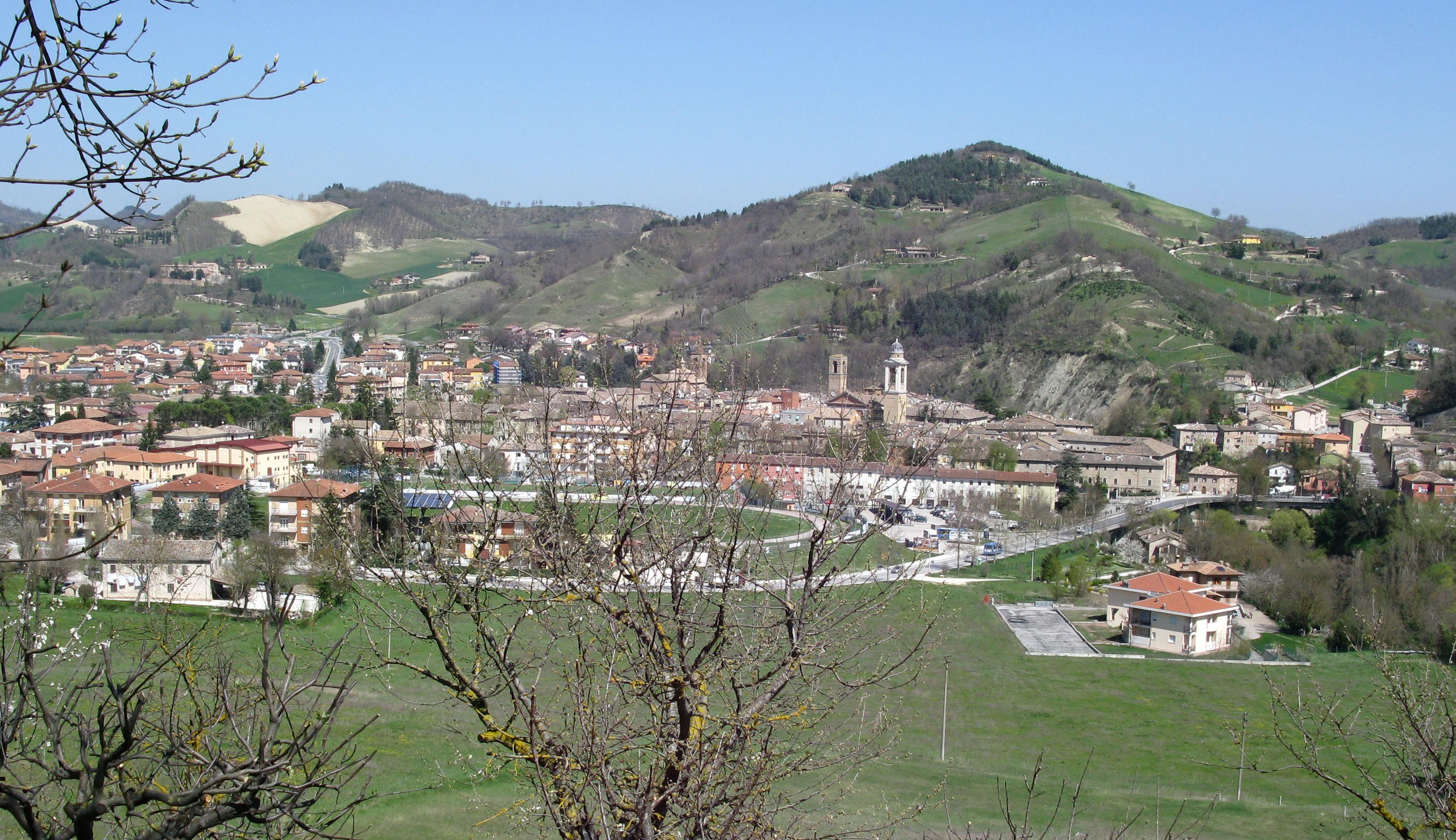
Urbania

Đây là một trung tâm sản xuất gốm sứ nổi tiếng